# Ternivka
Ternivka (ukrajinsky Тернівка; rusky Терновка, Těrnovka) je město v Dněpropetrovské oblasti na Ukrajině. Žije v ní přibližně 24 tisíc obyvatel.
Ternivka leží na východě oblasti u ústí říčky Velyka Ternivka do Samary zhruba 20 kilometrů východně od Pavlohradu. Po administrativně-teritoriální reformě v červenci 2020 patří do Pavlohradského rajónu, do té doby spadala jako město oblastního významu přímo pod oblast. Od hlavního oblastního města Dnipra je vzdálena 96 kilometrů.